# Marc Mitscher
Marc Andrew Mitscher (Hillsboro, 26 gennaio 1887 – Norfolk, 3 febbraio 1947) è stato un ammiraglio statunitense.
Ha prestato servizio nella US Navy dal 1910 al 1947, partecipando ad entrambe le guerre mondiali. Nella seconda, ha combattuto con il grado di vice ammiraglio, comandando la USS Wright, la USS Hornet e, dopo la promozione ad ammiraglio, ha guidato anche la Eighth Fleet e la Atlantic Fleet. Ha partecipato brillantemente alla battaglia del Mare delle Filippine, a quella di Iwo Jima, a quella del Golfo di Leyte e a quella di Okinawa. Nel corso della sua lunga carriera è stato insignito di 3 Navy Cross, di 3 Navy Distinguished Service Medal e di una Legion of Merit.

## Inizio carriera

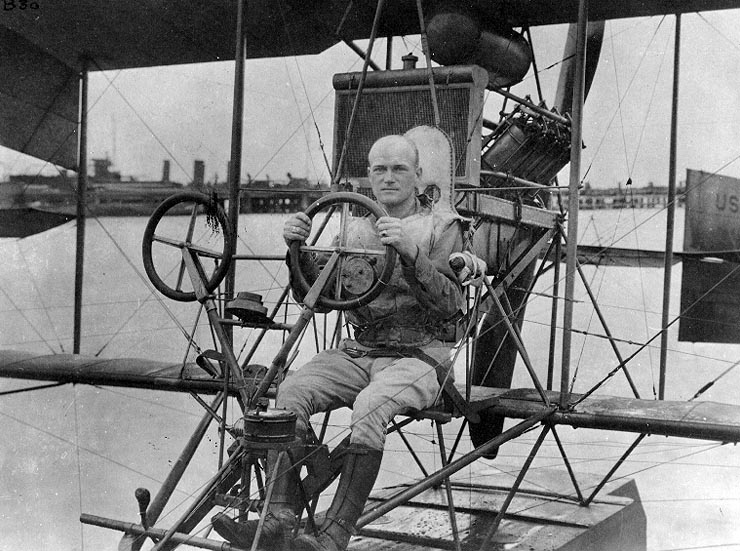
Mitscher collauda un prototipo.

Marc Andrew "Pete" Mitscher nacque ad Hillsboro in Wisconsin il 26 gennaio 1887, figlio di Oscar & Myrta (Shear) Mitscher. Mentre gli stati occidentali degli USA godevano del boom economico del 1888, l'infante viveva ad Oklahoma City in Oklahoma, dove il padre, agente del Bureau of Indian Affairs, sarebbe diventato il secondo sindaco nella storia della città. Anche se la famiglia viveva in Oklahoma, il giovane Marc frequentò le scuole primaria e secondaria a Washington ed ottenne l'iscrizione all'Accademia navale di Annapolis nel Maryland nel 1906. Si laureò nel 1910 e servì in mare per i successivi 2 anni (all'epoca era obbligatorio) a bordo della USS Colorado (ACR-7), diventando ufficiale della marina il 7 marzo 1912. Nell'agosto del 1913, iniziò il servizio sulla USS California (ACR-6) lungo la West Coast durante gli scontri tra Messico e Stati Uniti di quel periodo.
Dopo aver servito sulla USS Whipple (DD-15) e sulla USS Stewart (DD-13), nel settembre del 1915 Mitscher seguì un addestramento specifico per l'aviazione prima alla base aeronavale di Pensacola in Florida e poi a bordo dell'incrociatore pesante USS North Carolina (ACR-12), che all'epoca era una delle prime imbarcazioni americane a portare a bordo degli aeroplani. Fu dichiarato Naval aviator il 2 giugno 1916. Circa un anno dopo, il 6 aprile 1917, salì a bordo della USS Huntington (ACR-5) (prima nota come USS West Virginia (ACR-5)), per effettuare degli esperimenti legati alle catapulte per gli aerei. Proseguì in varie missioni sino al febbraio 1919, quando fu trasferito alla Aviation Section dello stato maggiore della marina americana.

## Tra le guerre
Il 10 maggio 1919 decollò dalla base di Terranova su un NC-1, uno dei 4 idrovolanti Curtiss NC in spedizione transatlantica. Il suo aereo atterrò in condizioni di nebbia fitta alle Azzorre, ma il mare grosso gli impedì di completare assieme all'NC-4 la prima traversata oceanica. Per questo storico servizio, Mitscher ricevette una Navy Cross.
Oltre ad espletare molti compiti a terra, Mitscher nei due decenni successivi servì sulle portaerei Langley e Saratoga, sulla nave appoggio idrovolanti Wright, e come comandante della Patrol Wing 1.

## La seconda guerra mondiale

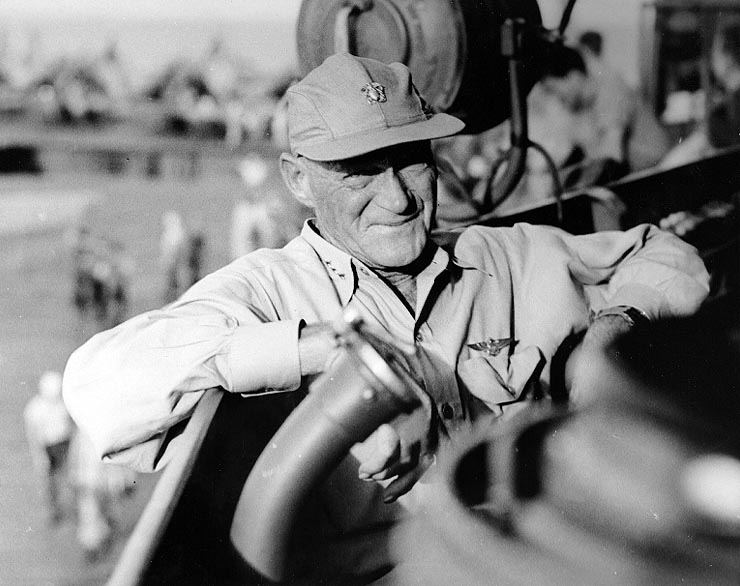
Mitscher al comando della nave ammiraglia Lexington, nel 1944.

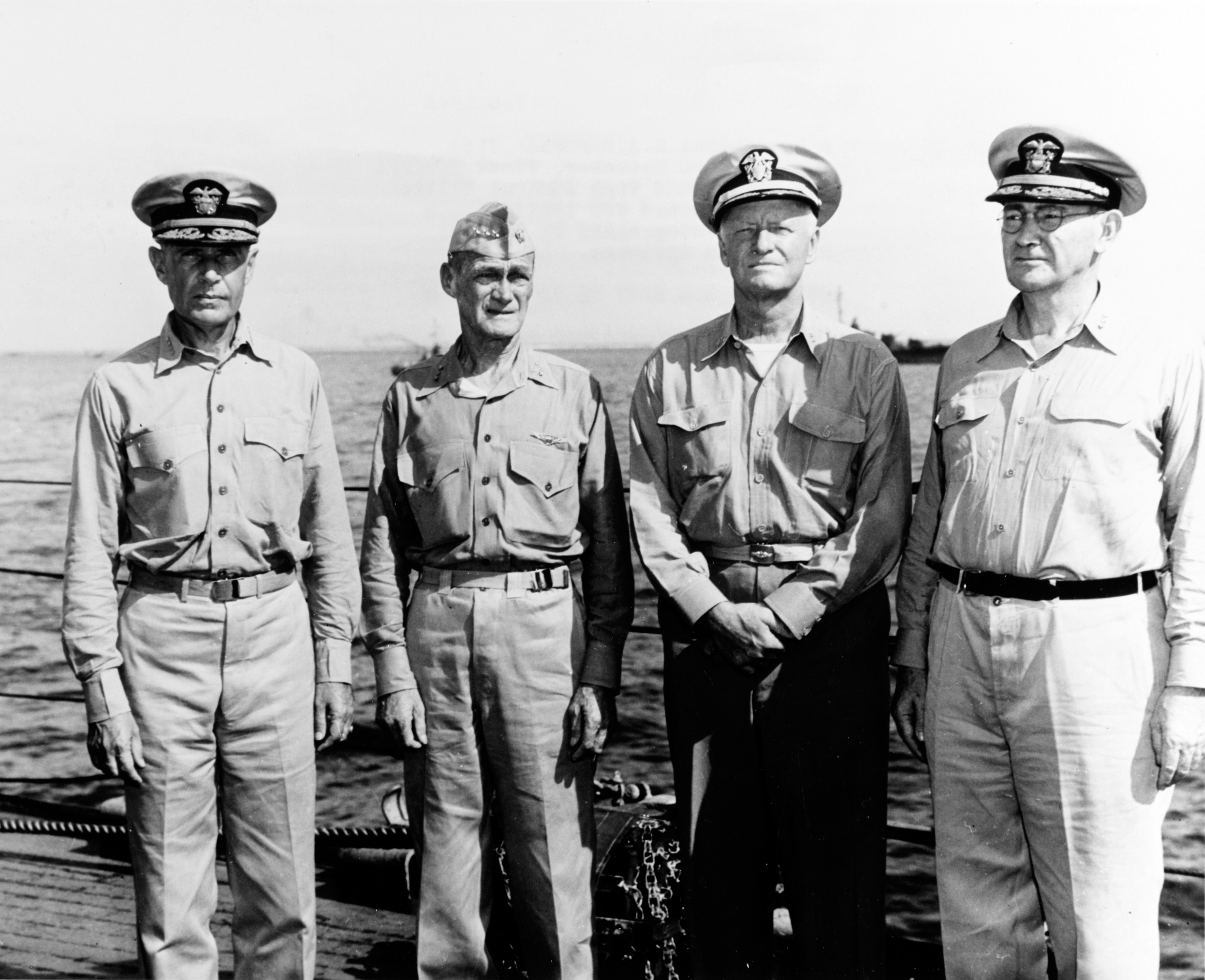
Da sinistra a destra: l'ammiraglio Raymond Spruance, il vice ammiraglio Marc Mitscher, l'ammiraglio di flotta Chester Nimitz e il vice ammiraglio Willis Lee a bordo della USS Indianapolis (CA-35) nel febbraio 1945

Tra il giugno 1939 ed il luglio 1941 servì come assistente del capo del Bureau of Aeronautics. Quindi, assunse il comando della Hornet, quando la nave entrò in servizio nell'ottobre 1941. Sotto il suo comando, la Hornet diede il via al raid di Doolittle contro Tokyo all'inizio del 1942 e guadagnò fama quando durante una conferenza il presidente Roosevelt definì quella prima azione "Shangri-La".
Mitscher condusse la nave anche durante la battaglia delle Midway dal 4 al 6 giugno, ma le sue unità aeree nel complesso si comportarono in maniera insoddisfacente. Le unità persero coesione a causa delle decisioni sbagliate del capitano di corvetta John C. Waldron, che divise la squadra di aerosiluranti dal resto degli aerei, facendole attaccare per prima ed in modo affrettato le posizioni nemiche. Senza la scorta dei caccia, la squadra di siluranti fu abbattuta in fretta dai colpi dei caccia nipponici. Gli altri aerei della Hornet a quel punto divennero inutilizzabili e non riuscirono a mantenere il contatto con il nemico, fino ad essere costretti ad atterrare sulle Isole Midway per rifornirsi di carburante. Tutti e dieci gli aerei da caccia infatti finirono per esaurire la benzina prima dell'atterraggio, causando la morte di due piloti, e molti bombardieri in picchiata furono costretti ad eiettarsi prima dell'atterraggio.
Mitscher fu poi allontanato dalla guida della portaerei solo 4 mesi prima che essa fosse affondata (il 26 ottobre) durante la battaglia dell'Isola di Santa Cruz.
Mitscher comandò la Patrol Wing 2 fino al mese di dicembre, quando divenne comandante delle forze aeree a Nouméa. Nell'aprile del 1943 divenne comandante dei cieli delle isole Salomone e da agosto fino al gennaio dell'anno successivo comandò la Fleet Air della West Coast. Ritornato nel Pacifico centrale come comandante della terza divisione portaerei, fu nominato vice ammiraglio il 21 marzo 1944 e prese il comando della Fast Carrier Task Force, poi divenuta 5th Fleet TF 58. A bordo della Lexington, nave ammiraglia della task force, che operava in collaborazione con la 3rd Fleet TF 38, riuscì ad infliggere pesanti danni alle installazioni di terra ed ai mezzi navali militari e mercantili giapponesi. Le sue portaerei ad ampio range scacciarono il nemico da Truk, da Palau, dalla Nuova Guinea e dalle isole Marianne. Nel giugno 1944, i suoi abili piloti devastarono le portaerei e gli aerei nemici nella battaglia del Mare delle Filippine. Da notare che quando una squadriglia si trovò costretta a fare ritorno nell'oscurità, Mitscher si guadagnò il rispetto dei suoi uomini facendo accendere i riflettori di bordo, evidentemente infrangendo le procedure, ma salvando la loro vita.
L'anno successivo fu quello in cui le portaerei di Mitscher furono impegnate nel tentativo di colpire l'Impero Giapponese direttamente al cuore, coprendo gli sbarchi durante la battaglia di Peleliu, durante la liberazione delle Filippine e durante le prese di Iwo Jima ed Okinawa. Tra una battaglia e l'altra si spinse ripetutamente a nord per colpire direttamente l'arcipelago giapponese.
A luglio 1946 fece ritorno negli USA per servire all'interno della sezione aviazione dello Stato Maggiore, e ricevette due Gold Stars rappresentative di altre due Navy Cross e la Navy Distinguished Service Medal corredata da altre due Gold Stars. Servì brillantemente come comandante della 8th Fleet ed il primo marzo 1946 ottenne il grado di ammiraglio ed il comando dell'intera United States Atlantic Fleet. Morì in servizio per problemi cardiaci a Norfolk (Virginia) e fu seppellito all'Arlington National Cemetery.

## Riconoscimenti postmortem
Le parole dell'ammiraglio Arleigh Burke ci regalano il migliore tributo alle capacità di Mitscher e riconoscono la sua leadership:
In seguito alla sua morte, due navi americane hanno ricevuto il nome USS Mitscher per onorarlo. La prima fu la fregata post-WWII USS Mitscher (DL-2) (poi trasformata in cacciatorpediniere a missili guidati (DDG-35)), la seconda, ancora in attività, è il cacciatorpediniere a missili guidati di classe Arleigh Burke USS Mitscher (DDG-57).
Inoltre, un campo aereo ed una strada all'interno della base dei Marine di Miramar portano il suo nome (Mitscher Field and Mitscher Way).